# Fredriksnäs
Fredriksnäs är ett säteri i Gryts socken, Valdemarsviks kommun, Östergötlands län.

## Historik
Ursprungliga namnet var "Mar", senare "Marsätter", vilket omnämns för första gången 1378. "Mar" betyder sank äng.
År 1567 blir gården säteri och ägaren Christoffer Olsson låter bygga sin sätesgård.
Nuvarande huvudbyggnad uppfördes 1784 på samma plats som en tidigare träbyggnad, uppförd omkring 1644 (eventuellt blev den byggnaden stomme i nuvarande).
Dåvarande ägaren, Johan Fredrik Rehbinder, lät någon gång mellan 1779-1810 döpa om gården till Fredriksnäs efter sitt eget namn. Vid gården har funnits manufakturverk, tegelbruk och såg.
Under 1800-talets senare hälft fanns 33 torp under Fredriksnäs.
Tegelbruket och sågen låg vid Brotorp, 1 km söder om herrgården. År 1928 flyttades sågen till ett läge ca 1 km SO om gården och utmed vattnet.